# ТЕС Джуайма
ТЕС Джуайма — теплова електростанція на східному узбережжі Саудівської Аравії.
Електростанція почала роботу не пізніше 1974 року та отримала газові турбіни, встановлені на роботу у відкритому циклі – одну Mitsubishi MW-301 G потужністю 29,8 МВт та дві Mitsubishi MW-501 G з показниками по 44,2 МВт.
Як паливо станція споживає природний газ (можливо відзначити, що на початку 1980-х неподалік від неї пройшов газопровідний коридор Утманія – Беррі).